# 丸子警察署

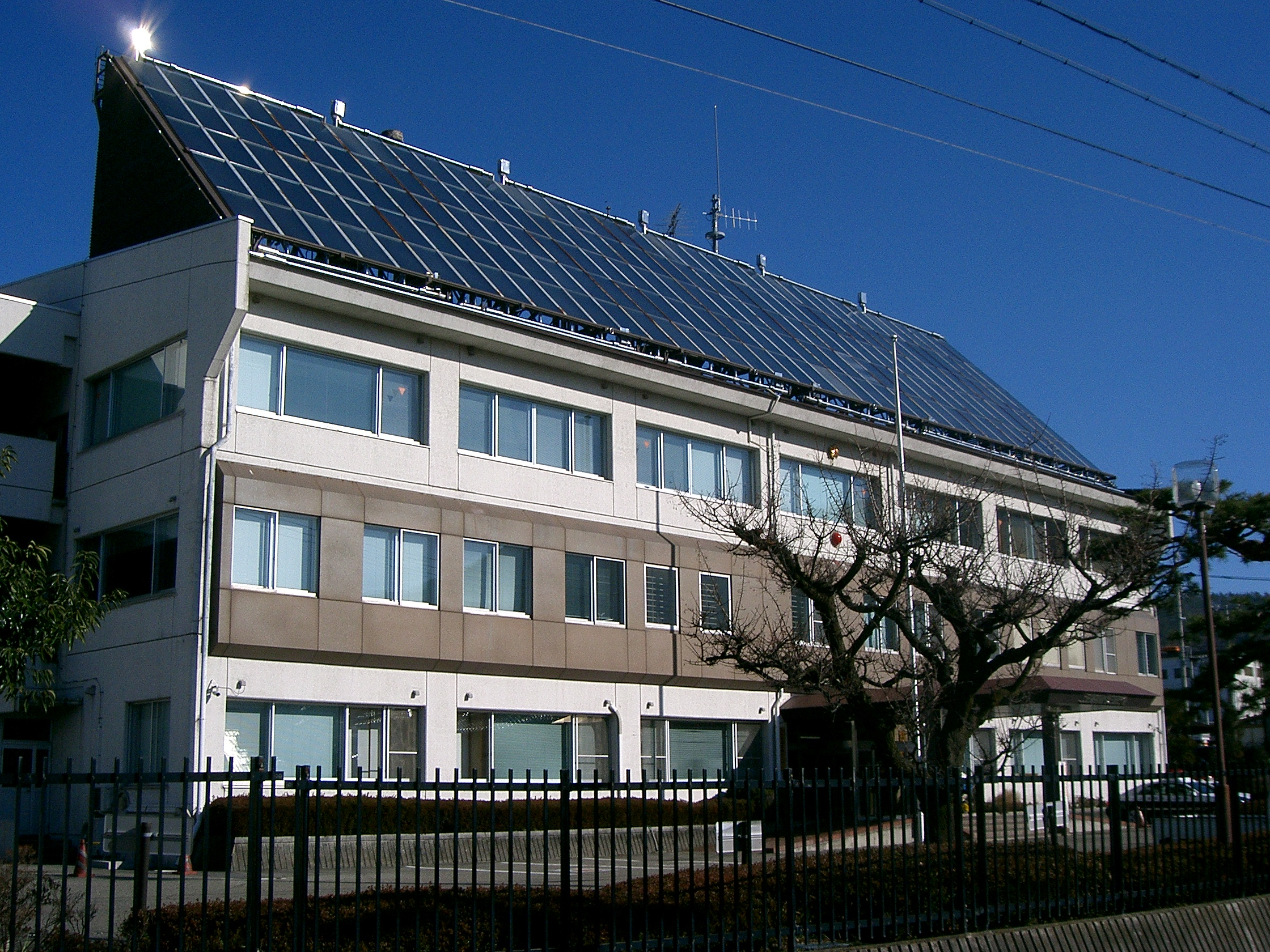
丸子警察署。現在は上田警察署依田窪庁舎・丸子警部交番として利用されている

丸子警察署（まるこけいさつしょ）は、かつて長野県警察が管轄していた警察署。

## 所在地
- 長野県上田市上丸子224-3

## 管轄区域
- 長野県上田市（旧丸子町、旧武石村）
- 長野県小県郡長和町

## 沿革
- 1947年（昭和22年） - 旧丸子警察署に丸子町警察署（自治体警察）・国家地方警察丸子地区警察署が設置される。
  - 1954年（昭和29年） - 警察法改正により丸子町警察署・国家地方警察丸子地区警察署廃止。長野県丸子警察署設置される。
  - 2010年（平成22年）4月1日 - 上田警察署に統合され、同署の依田窪庁舎・丸子警部交番となった。

## 交番
- 署所在地交番（上田市）

## 警察官駐在所
- 上田市西内警察官駐在所（上田市）
- 上田市依田警察官駐在所（上田市）
- 上田市丸子北部警察官駐在所（上田市）
- 上田市丸子北部警察官駐在所（上田市）
- 長和町古町警察官駐在所
- 長和町長久保警察官駐在所
- 上田市武石警察官駐在所（上田市）
- 長和町和田警察官駐在所